# غلين إليسون
غلين إليسون (بالإنجليزية: Glenn Ellison) هو اقتصادي أمريكي، ولد في 1965.